# Juti
Juti es un municipio brasileño ubicado en el sur del estado de Mato Grosso do Sul, fue fundado el 14 de diciembre de 1987.
Situado a una altitud de 373 m s. n. m., su población según los datos del IBGE para el año 2009 es de 5.569 habitantes, posee una superficie de 1.584 km² y una densidad de 3 hab/km².
Limita con los municipios de Caarapó, Amambai, Vicentina, Jateí, Naviraí y Iguatemi.